# Иванов, Дмитрий Дмитриевич (библиограф)
Дми́трий Дми́триевич Ивано́в (29 сентября [11 октября] 1896, Ростов, Ярославская губерния — 29 марта 1980, Москва) — советский библиотечный деятель, директор, старший научный сотрудник Фундаментальной библиотеки общественных наук АН СССР.

## Биография
Родился 29 сентября (11 октября) 1896 года в Ростове в семье известного владельца первого ростовского книжного магазина и издателя Д. А. Иванова. Учился в ростовской Гимназии имени А. Л. Кекина. Продолжил образование на историко-филологическом факультете Московского университета, который окончил в 1918 году.
Трудовую жизнь начал в родном городе, работал заведующим ростовской районной библиотекой и инспектором библиотечного дела, проректором Ростовского отделения Московского археологического института.
В 1922 году переехал в Москву. Вся его дальнейшая творческая биография связана с библиотекой общественных наук, сначала носившей название Библиотека Социалистической (Коммунистической) академии, затем преобразованной в Фундаментальную библиотеку общественных наук АН СССР (с 1969 — ИНИОН АН СССР). Работал секретарём библиотеки, заведующим отделом комплектования, учёным специалистом, заместителем директора, директором (1940—1949). Освобождён от должности директора в 1949 году в рамках борьбы с космополитизмом и низкопоклонством якобы за повышенное внимание к зарубежным изданиям. Остался работать в библиотеке в должности старшего научного сотрудника до 1975 года.
Умер 29 марта 1980 года в Москве, похоронен на Даниловском кладбище.

## Научная деятельность
Автор 23 опубликованных и 24 неопубликованных работ по библиографии и библиотечному делу, составитель и редактор ряда библиографических указателей, в том числе к многотомной «Истории естествознания (1917—1970)» (1949—1981).
Его главный труд — монография «Наука. Книга. Библиотека» (1974) опубликован частично, рукопись хранится в Российской государственной библиотеке. Посмертно опубликован сборник научных работ (1986). Идеи, разработанные Д. Д. Ивановым, используются в современных поисковых системах.
По мысли Иванова, «научная библиотека входит в тот круг явлений, который обозначается словом „наука“, она есть составной элемент этой большой группы общественных явлений. Таким образом, связь между библиотекой и наукой внутренняя, органическая, генетическая».

## Награды
- орден Ленина (27.03.1954)
- 2 ордена Трудового Красного Знамени (10.06.1945; 19.09.1946)
- орден Дружбы народов
- Медаль Н. К. Крупской и др. медали[5]

## Сочинения[5]
- Библиотека Коммунистической академии: Её организация и деятельность, 1918—1928. — М., 1929.
- На путях к научной библиографии: (Библиогр. работа ФБОН АН СССР) // Советская библиография. — М., 1940. — № 1.
- Подытоживающая функция отраслевой библиографии // Труды / БАН СССР; ФБОН АН СССР. — М., 1961. — Т. 5.
- Наука — книга — библиотека: (Опыт теории науч. б-ки). — М., 1974.
- Избранное / сост., вступ. ст., примеч. О. А. Барыкиной. — М.: Книга, 1986. — 334 с. — (Труды деятелей книги). — ISBN отсутствует.